# Zsófia Novák
Zsófia Novák (ur. 7 czerwca 1986 w Budapeszcie) – węgierska wioślarka.

## Osiągnięcia
- Mistrzostwa Świata Juniorów – Troki 2002 – czwórka podwójna – 15. miejsce[1].
- Mistrzostwa Świata Juniorów – Ateny 2003 – dwójka podwójna – 3. miejsce[1].
- Mistrzostwa Świata U-23 – Amsterdam 2005 – dwójka podwójna wagi lekkiej – 6. miejsce[1].
- Mistrzostwa Świata U-23 – Hazewinkel 2006 – dwójka podwójna wagi lekkiej – 11. miejsce[1].
- Mistrzostwa Świata U-23 – Glasgow 2007 – dwójka podwójna wagi lekkiej – 4. miejsce[1].
- Mistrzostwa Świata – Monachium 2007 – dwójka podwójna wagi lekkiej – 14. miejsce[1].
- Mistrzostwa Europy – Poznań 2007 – dwójka podwójna wagi lekkiej – 6. miejsce[1].
- Mistrzostwa Europy – Ateny 2008 – dwójka podwójna wagi lekkiej – 3. miejsce[1].